# وست فالز (پنسیلوانیا)
وست فالز (به انگلیسی: West Falls) یک منطقهٔ مسکونی در ایالات متحده آمریکا است که در شهرستان وایومینگ، پنسیلوانیا واقع شده‌است. وست فالز ۳۸۲ نفر جمعیت دارد.